# Liste der Nummer-eins-Hits in der Schweiz (2011)
Dies ist eine Liste der Nummer-eins-Hits in der Schweiz im Jahr 2011. Sie basiert auf den Top 75 Singles und Top 100 Alben der offiziellen Schweizer Hitparade. Es gab in diesem Jahr 18 Nummer-eins-Hits und 29 Nummer-eins-Alben.

## Singles
| ← 2010 ← | Liste der Nummer-eins-Hits in der Schweiz | Liste der Nummer-eins-Hits in der Schweiz | Liste der Nummer-eins-Hits in der Schweiz | 2012 →                    |
| \| Zeitraum \| Wo. ges. \| Interpret \| Titel Autor(en) \| Zusätzliche Informationen \| \| (Zeitraum, Wochen auf Platz eins, Interpret, Titel, Autor[en], zusätzliche Informationen) \| \| \| \| \| \| ----------------------------------------------------------------------------------------- \| -------- \| ------------------------------------- \| ------------------------------------------------------------------------------------------------------------------------------------------------------------------------------- \| ------------------------- \| \| 19. Dezember 2010 – 15. Januar 2011 4 Wochen \| 4 \| The Black Eyed Peas \| The Time (Dirty Bit) Will Adams, Allan Apll Pineda, Jaime Luis Gomez, Stacy Ferguson, Adam Charles Wood Freeland, Alexander Charles Lachlan Drury \| – \| \| 16. Januar 2011 – 5. Februar 2011 3 Wochen (insgesamt 5) \| 5 \| Duck Sauce \| Barbra Streisand Frank Farian, Heinz Huth, Jürgen Huth, Fred Jay, Armand Van Helden, Alain Macklovitch \| – \| \| 6. Februar 2011 – 12. Februar 2011 1 Woche \| 1 \| Adele \| Rolling in the Deep Paul Richard Epworth, Adele Laurie Blue Adkins \| – \| \| 13. Februar 2011 – 19. Februar 2011 1 Woche \| 1 \| Diddy-Dirty Money feat. Skylar Grey \| Coming Home Shawn C. Carter, Jermaine L. Cole, Holly Brook Hafermann, Alexander Grant Jr. \| – \| \| 20. Februar 2011 – 26. Februar 2011 1 Woche (insgesamt 6) \| 6 \| Bruno Mars \| Grenade Claude Kelly, Peter Gene Hernandez, Christopher Steven Brown, Philip Martin Lawrence II, Ari Levine, Andrew Wyatt \| – \| \| 27. Februar 2011 – 5. März 2011 1 Woche (insgesamt 2) \| 2 \| Lady Gaga \| Born This Way Fernando Garibay, Paul Blair, Stefani Germanotta, Jeppe Breum Laursen \| – \| \| 6. März 2011 – 19. März 2011 2 Wochen (insgesamt 6) \| 6 \| Bruno Mars \| Grenade Claude Kelly, Peter Gene Hernandez, Christopher Steven Brown, Philip Martin Lawrence II, Ari Levine, Andrew Wyatt \| – \| \| 20. März 2011 – 26. März 2011 1 Woche (insgesamt 2) \| 2 \| Lady Gaga \| Born This Way Fernando Garibay, Paul Blair, Stefani Germanotta, Jeppe Breum Laursen \| – \| \| 27. März 2011 – 16. April 2011 3 Wochen (insgesamt 6) \| 6 \| Bruno Mars \| Grenade Claude Kelly, Peter Gene Hernandez, Christopher Steven Brown, Philip Martin Lawrence II, Ari Levine, Andrew Wyatt \| – \| \| 17. April 2011 – 21. Mai 2011 5 Wochen \| 5 \| Jennifer Lopez feat. Pitbull \| On the Floor Armando Christian Perez, Nadir Khayat, Gonzalo Hermosa Gonzáles, Ulises Hermosa Gonzáles, Kinda Vivianne Hamid, Bilal Hajji, Achraf Jannusi, Geraldo Jacop Sandell \| – \| \| 22. Mai 2011 – 4. Juni 2011 2 Wochen \| 2 \| Pietro Lombardi \| Call My Name Dieter Bohlen \| – \| \| 5. Juni 2011 – 9. Juli 2011 5 Wochen \| 5 \| LMFAO feat. Lauren Bennett & GoonRock \| Party Rock Anthem Stefan Kendal Gordy, Skyler Husten Gordy, David Jamahl Listenbee, Peter Henry Schroeder III \| – \| \| 10. Juli 2011 – 13. August 2011 5 Wochen (insgesamt 6) \| 6 \| Alexandra Stan \| Mr. Saxobeat Andrei Nemirschi, Vasile Marcel Prodan \| – \| \| 14. August 2011 – 20. August 2011 1 Woche \| 1 \| Lucenzo feat. Don Omar \| Danza Kuduro William Omar Landron Rivera, Fabrice Cyril Toigo, Philippe Louis de Oliveira, Faouzi Barkati, Ali Fitzgerald Moore \| – \| \| 21. August 2011 – 27. August 2011 1 Woche (insgesamt 6) \| 6 \| Alexandra Stan \| Mr. Saxobeat Andrei Nemirschi, Vasile Marcel Prodan \| – \| \| 28. August 2011 – 1. Oktober 2011 5 Wochen \| 5 \| Sean Paul feat. Alexis Jordan \| Got 2 Luv U Ryan B. Tedder, Sean Paul Henriques, Tor Erik Hermansen, Mikkel Storleer Eriksen \| – \| \| 2. Oktober 2011 – 8. Oktober 2011 1 Woche (insgesamt 3) \| 3 \| Marlon Roudette \| New Age Guy Antony Chambers, Marlon Roudette \| – \| \| 9. Oktober 2011 – 15. Oktober 2011 1 Woche \| 1 \| R.I.O. feat. U-Jean \| Turn This Club Around Manuel Reuter, Yann Pfeifer, Andres Gunnar Ballinas Olssen, Neal Anthony Dyer \| – \| \| 16. Oktober 2011 – 29. Oktober 2011 2 Wochen (insgesamt 3) \| 3 \| Marlon Roudette \| New Age Guy Antony Chambers, Marlon Roudette \| – \| \| 30. Oktober 2011 – 12. November 2011 2 Wochen (insgesamt 3) \| 3 \| Rihanna feat. Calvin Harris \| We Found Love Calvin Harris \| – \| \| 13. November 2011 – 3. Dezember 2011 3 Wochen (insgesamt 4) \| 4 \| Adele \| Someone like You Adele Laurie Blue Adkins, Daniel D. Wilson \| – \| \| 4. Dezember 2011 – 10. Dezember 2011 1 Woche (insgesamt 3) \| 3 \| Rihanna feat. Calvin Harris \| We Found Love Calvin Harris \| – \| \| 11. Dezember 2011 – 17. Dezember 2011 1 Woche (insgesamt 3) \| 3 \| Taio Cruz feat. Flo Rida \| Hangover Lukasz Gottwald, Henry Russell Walter, Taio Cruz \| – \| \| 18. Dezember 2011 – 24. Dezember 2011 1 Woche (insgesamt 4) \| 4 \| Adele \| Someone like You Adele Laurie Blue Adkins, Daniel D. Wilson \| – \| \| 25. Dezember 2011 – 7. Januar 2012 2 Wochen \| 2 \| Sean Paul \| She Doesn’t Mind Sean Paul Henriques, Benjamin Levi, Karl Johan Schuster, Jason Nicholas Henriques \| – \| |                                           |                                           | |                           |
| ← 2010 |                                           |                                           | | → 2012 →                  |
| Zeitraum | Wo. ges.                                  | Interpret                                 | Titel Autor(en) | Zusätzliche Informationen |
| (Zeitraum, Wochen auf Platz eins, Interpret, Titel, Autor[en], zusätzliche Informationen) |                                           |                                           | |                           |
| 19. Dezember 2010 – 15. Januar 2011 4 Wochen | 4                                         | The Black Eyed Peas                       | The Time (Dirty Bit) Will Adams, Allan Apll Pineda, Jaime Luis Gomez, Stacy Ferguson, Adam Charles Wood Freeland, Alexander Charles Lachlan Drury                               | –                         |
| 16. Januar 2011 – 5. Februar 2011 3 Wochen (insgesamt 5) | 5                                         | Duck Sauce                                | Barbra Streisand Frank Farian, Heinz Huth, Jürgen Huth, Fred Jay, Armand Van Helden, Alain Macklovitch                                                                          | –                         |
| 6. Februar 2011 – 12. Februar 2011 1 Woche | 1                                         | Adele                                     | Rolling in the Deep Paul Richard Epworth, Adele Laurie Blue Adkins | –                         |
| 13. Februar 2011 – 19. Februar 2011 1 Woche | 1                                         | Diddy-Dirty Money feat. Skylar Grey       | Coming Home Shawn C. Carter, Jermaine L. Cole, Holly Brook Hafermann, Alexander Grant Jr.                                                                                       | –                         |
| 20. Februar 2011 – 26. Februar 2011 1 Woche (insgesamt 6) | 6                                         | Bruno Mars                                | Grenade Claude Kelly, Peter Gene Hernandez, Christopher Steven Brown, Philip Martin Lawrence II, Ari Levine, Andrew Wyatt                                                       | –                         |
| 27. Februar 2011 – 5. März 2011 1 Woche (insgesamt 2) | 2                                         | Lady Gaga                                 | Born This Way Fernando Garibay, Paul Blair, Stefani Germanotta, Jeppe Breum Laursen                                                                                             | –                         |
| 6. März 2011 – 19. März 2011 2 Wochen (insgesamt 6) | 6                                         | Bruno Mars                                | Grenade Claude Kelly, Peter Gene Hernandez, Christopher Steven Brown, Philip Martin Lawrence II, Ari Levine, Andrew Wyatt                                                       | –                         |
| 20. März 2011 – 26. März 2011 1 Woche (insgesamt 2) | 2                                         | Lady Gaga                                 | Born This Way Fernando Garibay, Paul Blair, Stefani Germanotta, Jeppe Breum Laursen                                                                                             | –                         |
| 27. März 2011 – 16. April 2011 3 Wochen (insgesamt 6) | 6                                         | Bruno Mars                                | Grenade Claude Kelly, Peter Gene Hernandez, Christopher Steven Brown, Philip Martin Lawrence II, Ari Levine, Andrew Wyatt                                                       | –                         |
| 17. April 2011 – 21. Mai 2011 5 Wochen | 5                                         | Jennifer Lopez feat. Pitbull              | On the Floor Armando Christian Perez, Nadir Khayat, Gonzalo Hermosa Gonzáles, Ulises Hermosa Gonzáles, Kinda Vivianne Hamid, Bilal Hajji, Achraf Jannusi, Geraldo Jacop Sandell | –                         |
| 22. Mai 2011 – 4. Juni 2011 2 Wochen | 2                                         | Pietro Lombardi                           | Call My Name Dieter Bohlen | –                         |
| 5. Juni 2011 – 9. Juli 2011 5 Wochen | 5                                         | LMFAO feat. Lauren Bennett & GoonRock     | Party Rock Anthem Stefan Kendal Gordy, Skyler Husten Gordy, David Jamahl Listenbee, Peter Henry Schroeder III                                                                   | –                         |
| 10. Juli 2011 – 13. August 2011 5 Wochen (insgesamt 6) | 6                                         | Alexandra Stan                            | Mr. Saxobeat Andrei Nemirschi, Vasile Marcel Prodan | –                         |
| 14. August 2011 – 20. August 2011 1 Woche | 1                                         | Lucenzo feat. Don Omar                    | Danza Kuduro William Omar Landron Rivera, Fabrice Cyril Toigo, Philippe Louis de Oliveira, Faouzi Barkati, Ali Fitzgerald Moore                                                 | –                         |
| 21. August 2011 – 27. August 2011 1 Woche (insgesamt 6) | 6                                         | Alexandra Stan                            | Mr. Saxobeat Andrei Nemirschi, Vasile Marcel Prodan | –                         |
| 28. August 2011 – 1. Oktober 2011 5 Wochen | 5                                         | Sean Paul feat. Alexis Jordan             | Got 2 Luv U Ryan B. Tedder, Sean Paul Henriques, Tor Erik Hermansen, Mikkel Storleer Eriksen                                                                                    | –                         |
| 2. Oktober 2011 – 8. Oktober 2011 1 Woche (insgesamt 3) | 3                                         | Marlon Roudette                           | New Age Guy Antony Chambers, Marlon Roudette | –                         |
| 9. Oktober 2011 – 15. Oktober 2011 1 Woche | 1                                         | R.I.O. feat. U-Jean                       | Turn This Club Around Manuel Reuter, Yann Pfeifer, Andres Gunnar Ballinas Olssen, Neal Anthony Dyer                                                                             | –                         |
| 16. Oktober 2011 – 29. Oktober 2011 2 Wochen (insgesamt 3) | 3                                         | Marlon Roudette                           | New Age Guy Antony Chambers, Marlon Roudette | –                         |
| 30. Oktober 2011 – 12. November 2011 2 Wochen (insgesamt 3) | 3                                         | Rihanna feat. Calvin Harris               | We Found Love Calvin Harris | –                         |
| 13. November 2011 – 3. Dezember 2011 3 Wochen (insgesamt 4) | 4                                         | Adele                                     | Someone like You Adele Laurie Blue Adkins, Daniel D. Wilson | –                         |
| 4. Dezember 2011 – 10. Dezember 2011 1 Woche (insgesamt 3) | 3                                         | Rihanna feat. Calvin Harris               | We Found Love Calvin Harris | –                         |
| 11. Dezember 2011 – 17. Dezember 2011 1 Woche (insgesamt 3) | 3                                         | Taio Cruz feat. Flo Rida                  | Hangover Lukasz Gottwald, Henry Russell Walter, Taio Cruz | –                         |
| 18. Dezember 2011 – 24. Dezember 2011 1 Woche (insgesamt 4) | 4                                         | Adele                                     | Someone like You Adele Laurie Blue Adkins, Daniel D. Wilson | –                         |
| 25. Dezember 2011 – 7. Januar 2012 2 Wochen | 2                                         | Sean Paul                                 | She Doesn’t Mind Sean Paul Henriques, Benjamin Levi, Karl Johan Schuster, Jason Nicholas Henriques                                                                              | –                         |

## Alben
| ← 2010 ← | Liste der Nummer-eins-Hits in der Schweiz | Liste der Nummer-eins-Hits in der Schweiz | Liste der Nummer-eins-Hits in der Schweiz | 2012 →                    |
| \| Zeitraum \| Wo. ges. \| Interpret \| Titel \| Zusätzliche Informationen \| \| (Zeitraum, Wochen auf Platz eins, Interpret, Titel, zusätzliche Informationen) \| \| \| \| \| \| ------------------------------------------------------------------------------ \| -------- \| ---------------------------- \| ------------------------------- \| ------------------------- \| \| 26. Dezember 2010 – 29. Januar 2011 5 Wochen (insgesamt 6) \| 6 \| Gotthard \| Heaven – Best of Ballads Part 2 \| – \| \| 30. Januar 2011 – 5. Februar 2011 1 Woche \| 1 \| Bruno Mars \| Doo-Wops & Hooligans \| – \| \| 6. Februar 2011 – 26. Februar 2011 3 Wochen (insgesamt 15) \| 15 \| Adele \| 21 \| – \| \| 27. Februar 2011 – 5. März 2011 1 Woche \| 1 \| Roxette \| Charm School \| – \| \| 6. März 2011 – 12. März 2011 1 Woche (insgesamt 15) \| 15 \| Adele \| 21 \| – \| \| 13. März 2011 – 19. März 2011 1 Woche \| 1 \| Sina \| Ich schwöru \| – \| \| 20. März 2011 – 26. März 2011 1 Woche \| 1 \| R.E.M. \| Collapse into Now \| – \| \| 27. März 2011 – 2. April 2011 1 Woche \| 1 \| Les Enfoirés \| 2011: Dans l’œil des Enfoirés \| – \| \| 3. April 2011 – 23. April 2011 3 Wochen \| 3 \| Herbert Grönemeyer \| Schiffsverkehr \| – \| \| 24. April 2011 – 30. April 2011 1 Woche \| 1 \| Foo Fighters \| Wasting Light \| – \| \| 1. Mai 2011 – 21. Mai 2011 3 Wochen \| 3 \| The Baseballs \| Strings ’n’ Stripes \| – \| \| 22. Mai 2011 – 28. Mai 2011 1 Woche \| 1 \| Jennifer Lopez \| Love? \| – \| \| 29. Mai 2011 – 4. Juni 2011 1 Woche \| 1 \| Bushido \| Jenseits von Gut und Böse \| – \| \| 5. Juni 2011 – 11. Juni 2011 1 Woche (insgesamt 4) \| 4 \| Lady Gaga \| Born This Way \| – \| \| 12. Juni 2011 – 18. Juni 2011 1 Woche \| 1 \| DJ Antoine \| 2011 \| – \| \| 19. Juni 2011 – 9. Juli 2011 3 Wochen (insgesamt 4) \| 4 \| Lady Gaga \| Born This Way \| – \| \| 10. Juli 2011 – 16. Juli 2011 1 Woche \| 1 \| Beyoncé \| 4 \| – \| \| 17. Juli 2011 – 6. August 2011 3 Wochen (insgesamt 15) \| 15 \| Adele \| 21 \| – \| \| 7. August 2011 – 20. August 2011 2 Wochen (insgesamt 12) \| 12 \| Amy Winehouse \| Back to Black \| – \| \| 21. August 2011 – 27. August 2011 1 Woche \| 1 \| Adya \| Adya Classic [2011] \| – \| \| 28. August 2011 – 3. September 2011 1 Woche \| 1 \| Jay-Z & Kanye West \| Watch the Throne \| – \| \| 4. September 2011 – 10. September 2011 1 Woche \| 1 \| Lenny Kravitz \| Black and White America \| – \| \| 11. September 2011 – 17. September 2011 1 Woche \| 1 \| Red Hot Chili Peppers \| I’m with You \| – \| \| 18. September 2011 – 8. Oktober 2011 3 Wochen (insgesamt 4) \| 4 \| David Guetta \| Nothing but the Beat \| – \| \| 9. Oktober 2011 – 15. Oktober 2011 1 Woche \| 1 \| James Morrison \| The Awakening \| – \| \| 16. Oktober 2011 – 22. Oktober 2011 1 Woche \| 1 \| Florian Ast & Francine Jordi \| Lago Maggiore \| – \| \| 23. Oktober 2011 – 29. Oktober 2011 1 Woche \| 1 \| Stress \| Renaissance II \| – \| \| 30. Oktober 2011 – 5. November 2011 1 Woche \| 1 \| 23 (Bushido & Sido) \| 23 \| – \| \| 6. November 2011 – 26. November 2011 3 Wochen \| 3 \| Coldplay \| Mylo Xyloto \| – \| \| 27. November 2011 – 3. Dezember 2011 1 Woche \| 1 \| Kool Savas \| Aura \| – \| \| 4. Dezember 2011 – 10. Dezember 2011 1 Woche \| 1 \| Rihanna \| Talk That Talk \| – \| \| 11. Dezember 2011 – 17. Dezember 2011 1 Woche (insgesamt 15) \| 15 \| Adele \| 21 \| – \| \| 18. Dezember 2011 – 24. Dezember 2011 1 Woche \| 1 \| Amy Winehouse \| Lioness: Hidden Treasures \| – \| \| 25. Dezember 2011 – 11. Februar 2012 7 Wochen (insgesamt 15) \| 15 \| Adele \| 21 \| – \| |                                           |                                           |                                           |                           |
| ← 2010 |                                           |                                           |                                           | → 2012 →                  |
| Zeitraum | Wo. ges.                                  | Interpret                                 | Titel                                     | Zusätzliche Informationen |
| (Zeitraum, Wochen auf Platz eins, Interpret, Titel, zusätzliche Informationen) |                                           |                                           |                                           |                           |
| 26. Dezember 2010 – 29. Januar 2011 5 Wochen (insgesamt 6) | 6                                         | Gotthard                                  | Heaven – Best of Ballads Part 2           | –                         |
| 30. Januar 2011 – 5. Februar 2011 1 Woche | 1                                         | Bruno Mars                                | Doo-Wops & Hooligans                      | –                         |
| 6. Februar 2011 – 26. Februar 2011 3 Wochen (insgesamt 15) | 15                                        | Adele                                     | 21                                        | –                         |
| 27. Februar 2011 – 5. März 2011 1 Woche | 1                                         | Roxette                                   | Charm School                              | –                         |
| 6. März 2011 – 12. März 2011 1 Woche (insgesamt 15) | 15                                        | Adele                                     | 21                                        | –                         |
| 13. März 2011 – 19. März 2011 1 Woche | 1                                         | Sina                                      | Ich schwöru                               | –                         |
| 20. März 2011 – 26. März 2011 1 Woche | 1                                         | R.E.M.                                    | Collapse into Now                         | –                         |
| 27. März 2011 – 2. April 2011 1 Woche | 1                                         | Les Enfoirés                              | 2011: Dans l’œil des Enfoirés             | –                         |
| 3. April 2011 – 23. April 2011 3 Wochen | 3                                         | Herbert Grönemeyer                        | Schiffsverkehr                            | –                         |
| 24. April 2011 – 30. April 2011 1 Woche | 1                                         | Foo Fighters                              | Wasting Light                             | –                         |
| 1. Mai 2011 – 21. Mai 2011 3 Wochen | 3                                         | The Baseballs                             | Strings ’n’ Stripes                       | –                         |
| 22. Mai 2011 – 28. Mai 2011 1 Woche | 1                                         | Jennifer Lopez                            | Love?                                     | –                         |
| 29. Mai 2011 – 4. Juni 2011 1 Woche | 1                                         | Bushido                                   | Jenseits von Gut und Böse                 | –                         |
| 5. Juni 2011 – 11. Juni 2011 1 Woche (insgesamt 4) | 4                                         | Lady Gaga                                 | Born This Way                             | –                         |
| 12. Juni 2011 – 18. Juni 2011 1 Woche | 1                                         | DJ Antoine                                | 2011                                      | –                         |
| 19. Juni 2011 – 9. Juli 2011 3 Wochen (insgesamt 4) | 4                                         | Lady Gaga                                 | Born This Way                             | –                         |
| 10. Juli 2011 – 16. Juli 2011 1 Woche | 1                                         | Beyoncé                                   | 4                                         | –                         |
| 17. Juli 2011 – 6. August 2011 3 Wochen (insgesamt 15) | 15                                        | Adele                                     | 21                                        | –                         |
| 7. August 2011 – 20. August 2011 2 Wochen (insgesamt 12) | 12                                        | Amy Winehouse                             | Back to Black                             | –                         |
| 21. August 2011 – 27. August 2011 1 Woche | 1                                         | Adya                                      | Adya Classic [2011]                       | –                         |
| 28. August 2011 – 3. September 2011 1 Woche | 1                                         | Jay-Z & Kanye West                        | Watch the Throne                          | –                         |
| 4. September 2011 – 10. September 2011 1 Woche | 1                                         | Lenny Kravitz                             | Black and White America                   | –                         |
| 11. September 2011 – 17. September 2011 1 Woche | 1                                         | Red Hot Chili Peppers                     | I’m with You                              | –                         |
| 18. September 2011 – 8. Oktober 2011 3 Wochen (insgesamt 4) | 4                                         | David Guetta                              | Nothing but the Beat                      | –                         |
| 9. Oktober 2011 – 15. Oktober 2011 1 Woche | 1                                         | James Morrison                            | The Awakening                             | –                         |
| 16. Oktober 2011 – 22. Oktober 2011 1 Woche | 1                                         | Florian Ast & Francine Jordi              | Lago Maggiore                             | –                         |
| 23. Oktober 2011 – 29. Oktober 2011 1 Woche | 1                                         | Stress                                    | Renaissance II                            | –                         |
| 30. Oktober 2011 – 5. November 2011 1 Woche | 1                                         | 23 (Bushido & Sido)                       | 23                                        | –                         |
| 6. November 2011 – 26. November 2011 3 Wochen | 3                                         | Coldplay                                  | Mylo Xyloto                               | –                         |
| 27. November 2011 – 3. Dezember 2011 1 Woche | 1                                         | Kool Savas                                | Aura                                      | –                         |
| 4. Dezember 2011 – 10. Dezember 2011 1 Woche | 1                                         | Rihanna                                   | Talk That Talk                            | –                         |
| 11. Dezember 2011 – 17. Dezember 2011 1 Woche (insgesamt 15) | 15                                        | Adele                                     | 21                                        | –                         |
| 18. Dezember 2011 – 24. Dezember 2011 1 Woche | 1                                         | Amy Winehouse                             | Lioness: Hidden Treasures                 | –                         |
| 25. Dezember 2011 – 11. Februar 2012 7 Wochen (insgesamt 15) | 15                                        | Adele                                     | 21                                        | –                         |

## Jahreshitparaden
| ← 2010 ← | Liste der Nummer-eins-Hits in der Schweiz | Liste der Nummer-eins-Hits in der Schweiz | Liste der Nummer-eins-Hits in der Schweiz | 2012 →   |
| \| Singles \| Position# \| Alben \| \| ------------------------------------------------------------------------------------------------------------------------------------------------------------------------------------------------------------ \| --------- \| --------------------------------- \| \| On the Floor Jennifer Lopez feat. Pitbull Armando Christian Perez, Nadir Khayat, Gonzalo Hermosa Gonzáles, Ulises Hermosa Gonzáles, Kinda Vivianne Hamid, Bilal Hajji, Achraf Jannusi, Geraldo Jacop Sandell \| 1 \| 21 Adele \| \| Rolling in the Deep Adele Paul Richard Epworth, Adele Laurie Blue Adkins \| 2 \| Bart aber herzlich Bligg \| \| Mr. Saxobeat Alexandra Stan Andrei Nemirschi, Vasile Marcel Prodan \| 3 \| Mylo Xyloto Coldplay \| \| Danza Kuduro Lucenzo feat. Don Omar William Omar Landron Rivera, Fabrice Cyril Toigo, Philippe Louis de Oliveira, Faouzi Barkati, Ali Fitzgerald Moore \| 4 \| Doo-Wops & Hooligans Bruno Mars \| \| Grenade Bruno Mars Claude Kelly, Peter Gene Hernandez, Christopher Steven Brown, Philip Martin Lawrence II, Ari Levine, Andrew Wyatt \| 5 \| Nothing but the Beat David Guetta \| \| Welcome to St. Tropez DJ Antoine vs. Timati feat. Kalenna Djibril Kagni, Theron Makiel Thomas, Kalenna Harper, Antoine Konrad, Fabio Antoniali, Timur Yunosov \| 6 \| Loud Rihanna \| \| Party Rock Anthem LMFAO feat. Lauren Bennett & GoonRock Stefan Kendal Gordy, Skyler Husten Gordy, David Jamahl Listenbee, Peter Henry Schroeder III \| 7 \| Songs from the Heart Celtic Woman \| \| Give Me Everything Pitbull feat. Ne-Yo, Afrojack & Nayer Musik: Nick L. van de Wall; Text: Shaffer Smith, Armando Christian Pérez \| 8 \| 2011 DJ Antoine \| \| Someone like You Adele Adele Laurie Blue Adkins, Daniel D. Wilson \| 9 \| Up in the Sky 77 Bombay Street \| \| Set Fire to the Rain Adele Fraser Lance Thorneycroft Smith, Adele Laurie Blue Adkins \| 10 \| Born This Way Lady Gaga \| |                                           |                                           |                                           |          |
| ← 2010 |                                           |                                           |                                           | → 2012 → |
| Singles | Position#                                 | Alben                                     |                                           |          |
| On the Floor Jennifer Lopez feat. Pitbull Armando Christian Perez, Nadir Khayat, Gonzalo Hermosa Gonzáles, Ulises Hermosa Gonzáles, Kinda Vivianne Hamid, Bilal Hajji, Achraf Jannusi, Geraldo Jacop Sandell | 1                                         | 21 Adele                                  |                                           |          |
| Rolling in the Deep Adele Paul Richard Epworth, Adele Laurie Blue Adkins | 2                                         | Bart aber herzlich Bligg                  |                                           |          |
| Mr. Saxobeat Alexandra Stan Andrei Nemirschi, Vasile Marcel Prodan | 3                                         | Mylo Xyloto Coldplay                      |                                           |          |
| Danza Kuduro Lucenzo feat. Don Omar William Omar Landron Rivera, Fabrice Cyril Toigo, Philippe Louis de Oliveira, Faouzi Barkati, Ali Fitzgerald Moore | 4                                         | Doo-Wops & Hooligans Bruno Mars           |                                           |          |
| Grenade Bruno Mars Claude Kelly, Peter Gene Hernandez, Christopher Steven Brown, Philip Martin Lawrence II, Ari Levine, Andrew Wyatt | 5                                         | Nothing but the Beat David Guetta         |                                           |          |
| Welcome to St. Tropez DJ Antoine vs. Timati feat. Kalenna Djibril Kagni, Theron Makiel Thomas, Kalenna Harper, Antoine Konrad, Fabio Antoniali, Timur Yunosov | 6                                         | Loud Rihanna                              |                                           |          |
| Party Rock Anthem LMFAO feat. Lauren Bennett & GoonRock Stefan Kendal Gordy, Skyler Husten Gordy, David Jamahl Listenbee, Peter Henry Schroeder III | 7                                         | Songs from the Heart Celtic Woman         |                                           |          |
| Give Me Everything Pitbull feat. Ne-Yo, Afrojack & Nayer Musik: Nick L. van de Wall; Text: Shaffer Smith, Armando Christian Pérez | 8                                         | 2011 DJ Antoine                           |                                           |          |
| Someone like You Adele Adele Laurie Blue Adkins, Daniel D. Wilson | 9                                         | Up in the Sky 77 Bombay Street            |                                           |          |
| Set Fire to the Rain Adele Fraser Lance Thorneycroft Smith, Adele Laurie Blue Adkins | 10                                        | Born This Way Lady Gaga                   |                                           |          |

## Romandie-Charts
Seit 2010 werden separate Charts für die Romandie, die französischsprachige Schweiz, erhoben. Es gab in diesem Jahr jeweils 16 Nummer-eins-Singles und -Alben.
| Singles | Alben |
| --- | --- |
| - The Black Eyed Peas – The Time (Dirty Bit) - 5 Wochen (12. Dezember 2010 – 15. Januar 2011) - Duck Sauce – Barbra Streisand - 1 Woche (16. Januar – 22. Januar, insgesamt 2 Wochen; → 2010) - Israel Kamakawiwoʻole – Over the Rainbow - 5 Wochen (23. Januar – 26. Februar 2011) - Lady Gaga – Born This Way - 1 Woche (27. Februar – 5. März) - Inna – Sun It Up - 2 Wochen (6. März – 19. März) - Jennifer Lopez feat. Pitbull – On the Floor - 3 Wochen (20. März – 9. April, insgesamt 8 Wochen) - The Black Eyed Peas – Just Can’t Get Enough - 2 Wochen (10. April – 23. April) - Jennifer Lopez feat. Pitbull – On the Floor - 4 Wochen (24. April – 21. Mai, insgesamt 8 Wochen) - David Guetta feat. Nicki Minaj & Flo Rida – Where Them Girls At - 1 Woche (22. Mai – 28. Mai) - Jennifer Lopez feat. Pitbull – On the Floor - 1 Woche (29. Mai – 4. Juni, insgesamt 8 Wochen) - LMFAO feat. Lauren Bennett & GoonRock – Party Rock Anthem - 9 Wochen (5. Juni – 6. August) - Pitbull feat. Ne-Yo, Afrojack & Nayer – Give Me Everything - 1 Woche (7. August – 13. August) - Rihanna – Man Down - 2 Wochen (14. August – 27. August) - Sean Paul feat. Alexis Jordan – Got 2 Luv U - 2 Wochen (28. August – 10. September) - Mika – Elle me dit - 5 Wochen (11. September – 15. Oktober) - Pitbull feat. Marc Anthony – Rain over Me - 1 Woche (16. Oktober – 22. Oktober) - Adele – Someone like You - 9 Wochen (23. Oktober – 24. Dezember) - Sean Paul – She Doesn’t Mind - 4 Wochen (25. Dezember 2011 – 21. Januar 2012) | - Les Enfoirés – Le meilleur des Enfoirés – 20 ans - 4 Wochen (26. Dezember 2010 – 22. Januar 2011) - Nolwenn Leroy – Bretonne - 1 Woche (23. Januar – 29. Januar) - Indochine – Putain de stade - 1 Woche (30. Januar – 5. Februar) - Adele – 21 - 6 Wochen (6. Februar – 19. März, insgesamt 33 Wochen; → 2012) - R.E.M. – Collapse into Now - 1 Woche (20. März – 26. März) - Les Enfoirés – 2011: Dans l’œil des Enfoirés - 2 Wochen (27. März – 9. April) - Johnny Hallyday – Jamais seul - 3 Wochen (10. April – 30. April) - Adele – 21 - 2 Wochen (1. Mai – 14. Mai, insgesamt 33 Wochen) - Hugh Laurie – Let Them Talk - 3 Wochen (15. Mai – 4. Juni) - Lady Gaga – Born This Way - 5 Wochen (5. Juni – 9. Juli) - Beyoncé – 4 - 1 Woche (10. Juli – 16. Juli) - Adele – 21 - 3 Wochen (17. Juli – 6. August, insgesamt 30 Wochen) - Amy Winehouse – Back to Black - 2 Wochen (7. August – 20. August) - Adele – 21 - 3 Wochen (21. August – 10. September, insgesamt 33 Wochen) - Red Hot Chili Peppers – I’m with You - 1 Woche (11. September – 17. September) - David Guetta – Nothing but the Beat - 1 Woche (18. September – 24. September) - Bastian Baker – Tomorrow May Not Be Better - 1 Woche (25. September – 1. Oktober) - Adele – 21 - 5 Wochen (2. Oktober – 5. November, insgesamt 33 Wochen) - Coldplay – Mylo Xyloto - 2 Wochen (6. November – 19. November) - Adele – 21 - 4 Wochen (20. November – 17. Dezember, insgesamt 33 Wochen) - Amy Winehouse – Lioness: Hidden Treasures - 1 Woche (18. Dezember – 24. Dezember) - Adele – 21 - 7 Wochen (25. Dezember 2011 – 11. Februar 2012, insgesamt 33 Wochen) |